# Chalcosyrphus pauxilla
Chalcosyrphus pauxilla är en tvåvingeart som först beskrevs av Samuel Wendell Williston  1892.  Chalcosyrphus pauxilla ingår i släktet mulmblomflugor, och familjen blomflugor. Inga underarter finns listade i Catalogue of Life.